# Sydney Howard Smith

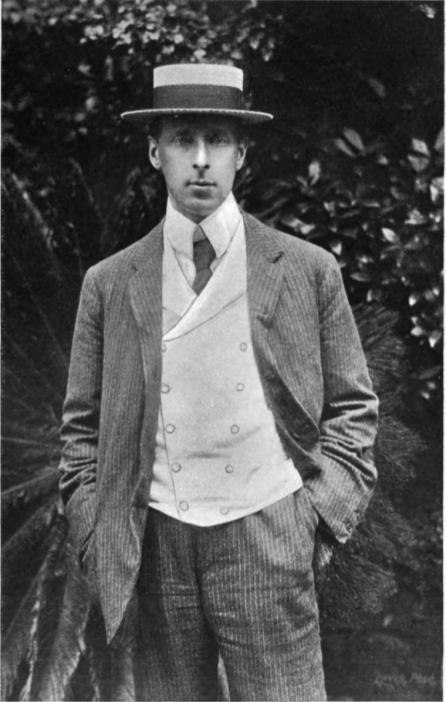
Smith (vor 1903)

Sydney Howard Smith (* 3. Februar 1872 in Stroud; † 27. März 1947 ebenda) war ein englischer Tennis- und Badmintonspieler.

## Karriere
Sydney Smith gewann im Badminton die erstmals ausgetragene Herreneinzelkonkurrenz bei den All England 1900. Im gleichen Jahr stand er auch im Tennis in Wimbledon im Einzelfinale, unterlag dort jedoch Reginald Doherty. Mit Frank Riseley gewann er das Doppel in Wimbledon 1902 und 1906. 1897 bis 1906 war er walisischer Tennischampion. 1905 und 1906 war er Mitglied des siegreichen britischen Davis-Cup-Teams.

## Doppeltitel
| Nr. | Jahr | Turnier                 | Partner       | Finalgegner                       | Endergebnis              |
| 1.  | 1902 | Wimbledon Championships | Frank Riseley | Lawrence Doherty Reginald Doherty | 4:6, 8:6, 6:3, 4:6, 11:9 |
| 2.  | 1906 | Wimbledon Championships | Frank Riseley | Lawrence Doherty Reginald Doherty | 6:8, 6:4, 5:7, 6:3, 6:3  |